# Distrito de Sama
El distrito de Sama es uno de los 11 distritos que conforman la provincia de Tacna, ubicada en el departamento de Tacna, bajo la administración del Gobierno Regional de Tacna, al sur del Perú. En el año 2017 tenía una población de 3 106 habitantes y una densidad poblacional de 2,89 por km². Abarca un área total de 1,116 km².
Desde el punto de vista jerárquico de la Iglesia católica forma parte de la diócesis de Tacna y Moquegua la cual, a su vez, pertenece a la arquidiócesis de Arequipa.

## Etimología
La denominación del valle genera todavía cierta incertidumbre. Luis Cavagnaro Orellana indica que la palabra Sama es de origen hispano y la atribuye a los conquistadores que regresaron de Chile luego de acompañar a Almagro. En diciembre de 1536, un grupo de ellos, ante la propuesta de Diego de Rondón, aplicó el nombre en honor de una villa asturiana de la parroquia de Sama, cabeza del ayuntamiento de Langreo en el partido general de Laviana, en la antigua Provincia de Oviedo. 
Sin embargo, evidencias lingüísticas prehispánicas descubren coincidencias en cuanto en aimara se llamó al valle Samaraña y en quechua Samay. Entre arqueólogos y etnohistoriadores existe consenso para establecer que el término Sama tiene origen prehispánico. 

Sama deriva su significado del concepto tierra de descanso o tierra descansada aludiendo a los primeros agricultores que ladraban las tierras después de ciclos de descanso y de fertilización.

## Historia
Los orígenes del distrito son netamente agrícolas, siendo los camanchacos sus primeros habitantes, sus labores se concentraron en la siembra de maíz y papa, adicionalmente a la pesca. Cuando los incas arribaron Takana en Sama quedaron grupos de mitimaes quechuas, que entraron en dirimencia con los primigenios aymaras. Con el tiempo los mitimaes se especializaron y junto a la pesca y extracción de guano; cultivaron ají para el Inca en el fundo Quillona. El Camino Real pasaba por el mismo distrito. Los incas también levantaron Sama La Antigua para servir como su principal centro administrativo en el valle. 
Antes de la conquista el valle tuvo población escasa. En 1536 Almagro dejó en el valle a Juan de la Flor que tomó posesión de lo que actualmente es Sama Grande y Fernando Albarracín Pizarro se posesionó en Sama Inclán. Durante Guerra del Pacífico la tropas chilenas habían ocupado el lugar, décadas más tarde el resto del departamento de Tacna sería reincorporado al país. El territorio de Sama fue, entre 1928 y 1929, una comuna autónoma chilena.
El 28 de noviembre de 1920, según la Ley Regional N.º 14, promulgada por el presidente Augusto B. Leguía Sama es elevada a distrito, siendo su primer alcalde Sr. Jesús R. Chavera. Dicha ley se halla ratificada por la Ley Regional N.º 498. Para el año 2000 contaba con una población de 2 406 habitantes.

## Geografía
El valle de Sama se ubica al Nor-Oriente de la ciudad aproximadamente a 37 km de Tacna, actualmente se divide en dos partes, Sama-Inclán y Sama-Las Yaras, al cual presentan las siguientes características:
| Sama-Inclán | Sama-Las Yaras | Morro Sama |
| --- | --- | --- |
| Esta a 325 m.s.n.m, su capital es Sama Grande, a orillas del río del mismo nombre y desemboca en el Océano Pacífico; su clima es seco y su edafología permite únicamente la cosecha de ají, maíz, etc. Actualmente sus lomas son eriazas, pero en el pasado constituyeron un escenario verde para la ganadería y agricultura. En el valle no existen árboles frutales por la salinidad del suelo, el suelo salobre y el agua salada determinaron su fisiografía e hicieron que su vocación agrícola sea predominantemente ganadera. | Situada a 312 m.s.n.m tiene las mismas características y condiciones de suelo y clima que Sama-Inclán y se divide en Anexos como Buena Vista, Miraflores, Las Yaras, Cuilona, El Golpe, etc, a orillas del mar. | Ubicado a 765 metros al sureste de la Caleta, siendo este el accidente topográfico más alto del trazo de la costa, de forma convexa y su islote Santa Rosa, que alberga fauna y flora marina. En la zona se encuentra numerosos vestigios arqueológicos pre-incas. Sus aguas del río sirven únicamente para regar, siendo no aptas para el consumo humano debido a su alto contenido de arsénico; sus vertientes se ubican en el cerro de Llocollocone. |

### Centros poblados
Demográficamente, el Distrito de Sama está dividida en los siguientes centro poblados:
- Buenavista
- Miraflores
- Las Yaras
- Cuilona
- Valle Bajo
- Vilavila
- Sama (el puerto original, también llamado Puerto Grau o Morro Sama)
- Boca del Río

## Actualidad
Actualmente alberga uno de los más valles prominentes del departamento, el valle del Sama. Importante zona de producción de caña de azúcar y algodón, orienta sus actividades al cultivo del olivo, maíz, ají, quinua, entre otros. También se caracteriza por la crianza ganado ovino, bovino, caprino, porcino y actualmente es considerada la "cuna sureña de la crianza del caballo peruano de paso".
En junio, se llevan a cabo múltiples actividades, como el Corpus Christi, San Pedro y San Pablo, etc. En octubre, la Virgen del Rosario y el 28 de noviembre, el aniversario del distrito.

## Autoridades

### Municipales
- 2019 - 2021[7]
  - Alcalde: Milton John Juárez Vera, de Perú Patria Segura.
  - Regidores:

  1. Neptalí Esteban Chire Carpio (Perú Patria Segura)
  2. Fidel Eduardo Vásquez Delgado (Perú Patria Segura)
  3. Wilfredo Villalva Ramos (Perú Patria Segura)
  4. Karen Aliza Vargas Flores (Perú Patria Segura)
  5. Ricardo Paolo Gonzáles Nina (Banderas Tacneñistas)
- 2021-2022
  - Alcalde: Carlos Vicente